# خلیل باخرزی
میر خلیل باخرزی است از خوشنویسان و نستعلیق‌نویسان ایرانی سده یازدهم هجری بود. او از اهالی باخَرْز بود باخرز، نام شهری در نزدیکی تایباد، در خاور استان خراسان رضوی است. در کتاب مرآة العالم از او نقل شده و از سال تألیف این کتاب پیداست که در سال ۱۰۷۸ ه‍. ق زنده بوده است.